# Межигірка (Звенигородський район)
Межигі́рка — село в Україні, у Лип'янській сільській громаді Звенигородського району Черкаської області. Населення складає 188 осіб. До 2018 року орган місцевого самоврядування — Лип'янська сільська рада.

## Історія
Село засноване до 1787 року. Станом на 1885 рік у колишньому власницькому селі Лип'янської волості Чигиринського повіту Київської губернії мешкало 809 осіб, налічувалось 98 дворових господарств, існували православна церква, школа та постоялий будинок.
За переписом 1897 року кількість мешканців зросла до 826 осіб (406 чоловічої статі та 420 — жіночої), з яких 821 — православної віри.
У жовтні 1959 року через ліквідацію Златопільського району село увійшло до складу Шполянського району.
14 серпня 2018 року, в ході децентралізації, село увійшло до складу Лип'янської сільської громади. 
17 липня 2020 року, в результаті адміністративно-територіальної реформи та ліквідації Шполянського району, село увійшло до складу Звенигородського району.

## Особистість
- Филипович Віктор Михайлович — полковник Армії УНР.